# Csigabiga, gyere ki
A Csigabiga, gyere ki egy csigacsalogató gyermekdal. A gyerekek ijesztgetéssel és ígérgetéssel próbálják rávenni a csigát, hogy kidugja a szarvát.
Dsida Jenő idézi a dal első felét A végzet odúja előtt című versének végén.

## Kotta és dallam
Csigabiga, gyere ki,

Ég a házad ideki.

Kapsz tejet, vajat,

holnapra is marad.

Ha nem jössz ki, megbánod,

Nem leszek a barátod!

## Felvételek
- Csiga-biga gyere ki! Ovitévé  YouTube (2012. szeptember 21.)  (Hozzáférés: 2017. szeptember 5.) (audió, szöveg)